# Élections législatives de 1968 dans le Val-d'Oise
Les élections législatives françaises de 1968 se déroulent les 23 et 30 juin 1968. Dans le département du Val-d'Oise, cinq députés sont à élire dans le cadre de cinq circonscriptions.

## Élus
| Circonscription | Député sortant     | Parti | Parti | Député élu ou réélu | Parti | Parti |
| --------------- | ------------------ | ----- | ----- | ------------------- | ----- | ----- |
| 1re             | Michel Poniatowski |       | RI    | Michel Poniatowski  |       | RI    |
| 2e              | Jacques Richard    |       | UDR   | Jacques Richard     |       | UDR   |
| 3e              | Léon Feix          |       | PCF   | Léon Feix           |       | PCF   |
| 4e              | René Ribière       |       | UDR   | René Ribière        |       | UDR   |
| 5e              | Henry Canacos      |       | PCF   | Solange Troisier    |       | UDR   |

## Résultats

### Résultats à l'échelle du département
| Parti          | Parti                                           | Premier tour | Premier tour | Second tour | Second tour | Sièges |
| Parti          | Parti                                           | Voix         | %            | Voix        | %           | Sièges |
| -------------- | ----------------------------------------------- | ------------ | ------------ | ----------- | ----------- | ------ |
|                | Union pour la défense de la République          | 90 672       | 32,55        | 91 215      | 41,28       | 3      |
|                | Républicains indépendants                       | 34 897       | 12,53        | 31 865      | 14,42       | 1      |
|                | Modérés                                         | 2 563        | 0,92         |             |             | 0      |
|                | Union des républicains de progrès               | 128 132      | 46,01        | 123 080     | 55,70       | 4      |
|                |                                                 |              |              |             |             |        |
|                | Convention des institutions républicaines       | 16 154       | 5,80         | 29 248      | 13,24       | 0      |
|                | Section française de l'Internationale ouvrière  | 6 464        | 2,32         |             |             | 0      |
|                | Parti radical                                   | 5 142        | 1,85         | 0           |             |        |
|                | Fédération de la gauche démocrate et socialiste | 2 689        | 0,97         | 0           |             |        |
|                | Fédération de la gauche démocrate et socialiste | 30 449       | 10,93        | 29 248      | 13,24       | 0      |
|                |                                                 |              |              |             |             |        |
|                | Parti communiste français                       | 82 611       | 29,66        | 68 640      | 31,06       | 1      |
|                | Progrès et démocratie moderne                   | 14 123       | 5,07         | Retrait     | Retrait     | 0      |
|                | Parti socialiste unifié                         | 14 015       | 5,03         |             |             | 0      |
|                | Divers (MPR et TD)                              | 9 174        | 3,29         | 0           |             |        |
|                |                                                 |              |              |             |             |        |
| Inscrits       | Inscrits                                        | 347 222      | 100,00       | 290 825     | 100,00      | 5      |
| Abstentions    | Abstentions                                     | 65 047       | 18,73        | 62 958      | 21,65       |        |
| Votants        | Votants                                         | 282 175      | 81,27        | 227 867     | 78,35       |        |
| Blancs et nuls | Blancs et nuls                                  | 3 671        | 1,3          | 6 899       | 3,03        |        |
| Exprimés       | Exprimés                                        | 278 504      | 98,7         | 220 968     | 96,97       |        |

### Résultats par circonscription

#### Première circonscription (Pontoise - L'Isle-Adam)
| Candidat       | Candidat                         | Parti          | Premier tour | Premier tour | Second tour | Second tour |  |
| Candidat       | Candidat                         | Parti          | Voix         | %            | Voix        | %           |  |
| -------------- | -------------------------------- | -------------- | ------------ | ------------ | ----------- | ----------- |  |
|                | Michel Poniatowski sortant réélu | RI (URP)       | 22 512       | 42,20        | 31 865      | 62,38       |  |
|                | Jacqueline Hochberg              | PCF            | 13 627       | 25,54        | 19 220      | 37,62       |  |
|                | Pierre Sallé                     | UDR            | 8 391        | 15,73        | Retrait     | Retrait     |  |
|                | Pierre Bassigny                  | FGDS (CIR)     | 4 542        | 8,51         |             |             |  |
|                | Jean-Louis Gineste               | PSU            | 2 757        | 5,17         |             |             |  |
|                | Jean Nadal                       | Divers (TD)    | 1 523        | 2,85         |             |             |  |
|                |                                  |                |              |              |             |             |  |
| Inscrits       | Inscrits                         | Inscrits       | 65 043       | 100,00       | 65 729      | 100,00      |  |
| Abstentions    | Abstentions                      | Abstentions    | 10 954       | 16,84        | 13 362      | 20,33       |  |
| Votants        | Votants                          | Votants        | 54 089       | 83,16        | 52 367      | 79,67       |  |
| Blancs et nuls | Blancs et nuls                   | Blancs et nuls | 737          | 1,36         | 1 282       | 2,45        |  |
| Exprimés       | Exprimés                         | Exprimés       | 53 352       | 98,64        | 51 085      | 97,55       |  |

#### Deuxième circonscription (Cormeilles - Taverny)
| Candidat       | Candidat                      | Parti          | Premier tour | Premier tour | Second tour | Second tour |  |
| Candidat       | Candidat                      | Parti          | Voix         | %            | Voix        | %           |  |
| -------------- | ----------------------------- | -------------- | ------------ | ------------ | ----------- | ----------- |  |
|                | Jacques Richard sortant réélu | UDR (URP)      | 20 476       | 47,94        | 22 384      | 55,73       |  |
|                | Claude Weber                  | PCF            | 12 450       | 29,16        | 17 778      | 44,27       |  |
|                | Pierre Simon                  | FGDS (Radical) | 5 142        | 12,04        |             |             |  |
|                | Jean-Claude Widemann          | Divers (TD)    | 2 400        | 5,62         |             |             |  |
|                | Jacques Moehr                 | PSU            | 2 222        | 5,20         |             |             |  |
|                |                               |                |              |              |             |             |  |
| Inscrits       | Inscrits                      | Inscrits       | 53 088       | 100,00       | 53 209      | 100,00      |  |
| Abstentions    | Abstentions                   | Abstentions    | 9 756        | 18,38        | 11 628      | 21,85       |  |
| Votants        | Votants                       | Votants        | 43 332       | 81,62        | 41 581      | 78,15       |  |
| Blancs et nuls | Blancs et nuls                | Blancs et nuls | 642          | 1,48         | 1 419       | 3,41        |  |
| Exprimés       | Exprimés                      | Exprimés       | 42 690       | 98,52        | 40 162      | 96,59       |  |

#### Troisième circonscription (Argenteuil - Bezons)
|                  | Léon Feix sortant réélu | PCF            | 23 313 | 51,84  |  |  |  |
|                  | Jean Chauvin            | UDR (URP)      | 15 179 | 33,75  |  |  |  |
|                  | Marcel Schreiber        | FGDS           | 2 689  | 5,98   |  |  |  |
|                  | Michel Peytour          | PSU            | 2 155  | 4,79   |  |  |  |
|                  | Laurent Lapoumeyroulie  | Divers (TD)    | 1 639  | 3,64   |  |  |  |
|                  |                         |                |        |        |  |  |  |
| Inscrits         | Inscrits                | Inscrits       | 57 028 | 100,00 |  |  |  |
| Abstentions      | Abstentions             | Abstentions    | 11 337 | 19,88  |  |  |  |
| Votants          | Votants                 | Votants        | 45 691 | 80,12  |  |  |  |
| Blancs et nuls   | Blancs et nuls          | Blancs et nuls | 716    | 1,57   |  |  |  |
| Exprimés         | Exprimés                | Exprimés       | 44 975 | 98,43  |  |  |  |
| Source : CEVIPOF |                         |                |        |        |  |  |  |

#### Quatrième circonscription (Montmorency - Enghien)
| Candidat         | Candidat                   | Parti          | Premier tour | Premier tour | Second tour | Second tour |  |
| Candidat         | Candidat                   | Parti          | Voix         | %            | Voix        | %           |  |
| ---------------- | -------------------------- | -------------- | ------------ | ------------ | ----------- | ----------- |  |
|                  | René Ribière sortant réélu | UDR (URP)      | 27 548       | 42,11        | 32 811      | 52,87       |  |
|                  | Léon Hovnanian             | FGDS (CIR)     | 11 612       | 17,75        | 29 248      | 47,13       |  |
|                  | Claude Gatignon            | PCF            | 10 576       | 16,17        | Retrait     | Retrait     |  |
|                  | Jean Brumeaux              | CD (PDM)       | 9 006        | 13,77        | Retrait     | Retrait     |  |
|                  | Serge Scher                | PSU            | 2 874        | 4,39         |             |             |  |
|                  | Louis Girard               | Divers gauche  | 1 767        | 2,70         |             |             |  |
|                  | Jean-Francois Boissel      | Divers (MPR)   | 1 044        | 1,60         |             |             |  |
|                  | Georges Zimeray            | Divers (TD)    | 987          | 1,51         |             |             |  |
|                  |                            |                |              |              |             |             |  |
| Inscrits         | Inscrits                   | Inscrits       | 80 974       | 100,00       | 80 939      | 100,00      |  |
| Abstentions      | Abstentions                | Abstentions    | 14 885       | 18,38        | 17 261      | 21,33       |  |
| Votants          | Votants                    | Votants        | 66 089       | 81,62        | 63 678      | 78,67       |  |
| Blancs et nuls   | Blancs et nuls             | Blancs et nuls | 675          | 1,02         | 1 619       | 2,54        |  |
| Exprimés         | Exprimés                   | Exprimés       | 65 414       | 98,98        | 62 059      | 97,46       |  |
| Source : CEVIPOF |                            |                |              |              |             |             |  |

#### Cinquième circonscription (Sarcelles - Garges-lès-Gonesse)
| Candidat         | Candidat                  | Parti          | Premier tour | Premier tour | Second tour | Second tour |  |
| Candidat         | Candidat                  | Parti          | Voix         | %            | Voix        | %           |  |
| ---------------- | ------------------------- | -------------- | ------------ | ------------ | ----------- | ----------- |  |
|                  | Henry Canacos sortant     | PCF            | 22 645       | 31,42        | 31 642      | 46,76       |  |
|                  | Solange Troisier élue     | UDR            | 19 078       | 24,47        | 36 020      | 53,24       |  |
|                  | Claude Pierre-Brossolette | RI             | 12 385       | 17,18        | Retrait     | Retrait     |  |
|                  | Louis Perrein             | FGDS (SFIO)    | 6 464        | 8,97         |             |             |  |
|                  | Georges Canto             | CD (PDM)       | 5 117        | 7,10         |             |             |  |
|                  | Jacques Frenal            | PSU            | 4 007        | 5,56         |             |             |  |
|                  | Michel Darbord            | Divers (MPR)   | 822          | 1,14         |             |             |  |
|                  | Jean Le Guichet           | Divers gauche  | 796          | 1,10         |             |             |  |
|                  | Jean Le Guichet           | Divers (TD)    | 759          | 1,05         |             |             |  |
|                  |                           |                |              |              |             |             |  |
| Inscrits         | Inscrits                  | Inscrits       | 91 089       | 100,00       | 90 948      | 100,00      |  |
| Abstentions      | Abstentions               | Abstentions    | 18 043       | 19,81        | 20 707      | 22,77       |  |
| Votants          | Votants                   | Votants        | 73 046       | 80,19        | 70 241      | 77,23       |  |
| Blancs et nuls   | Blancs et nuls            | Blancs et nuls | 973          | 1,33         | 2 579       | 3,67        |  |
| Exprimés         | Exprimés                  | Exprimés       | 72 073       | 98,67        | 67 662      | 96,33       |  |
| Source : CEVIPOF |                           |                |              |              |             |             |  |